# Ircinia rubra
Ircinia rubra är en svampdjursart som först beskrevs av Lendenfeld 1889.  Ircinia rubra ingår i släktet Ircinia och familjen Irciniidae. Inga underarter finns listade i Catalogue of Life.